# Max Kohnstamm

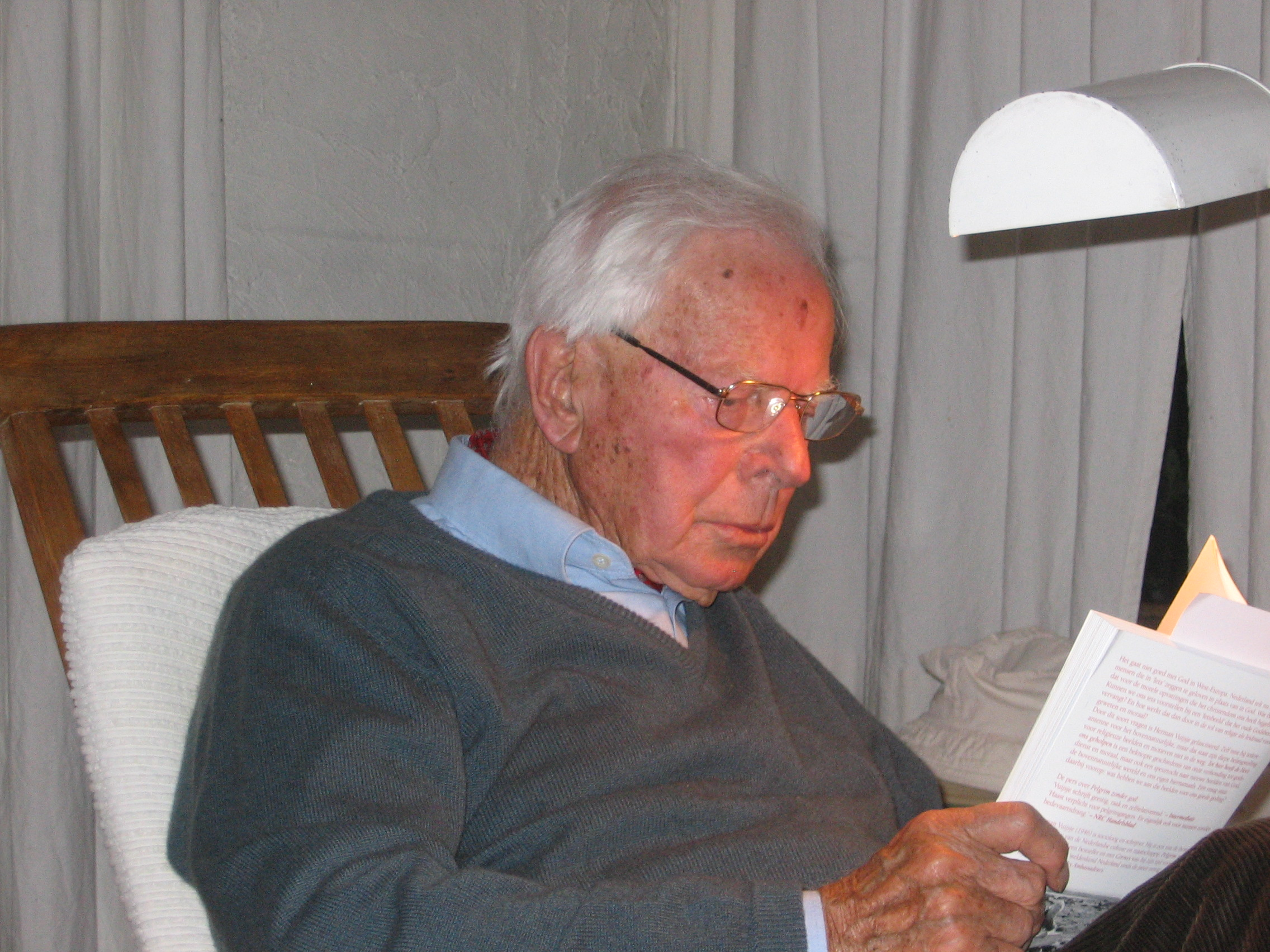
Max Kohnstamm

Max Kohnstamm (Ámsterdam, 22 de mayo de 1914 - ibídem, 20 de octubre de 2010) fue un historiador y diplomático neerlandés.

## Biografía
Kohnstamm fue educado en la Universidad de Ámsterdam, donde estudió Historia Moderna, antes de lograr una beca en la American University, Washington D. C. En 1938 y 1939 viajó por los Estados Unidos como parte de sus estudios. Su correspondencia con su padre durante este período comprende sus impresiones de los Estados Unidos y su preocupación por la inminente guerra. 
Fue secretario privado de la reina Guillermina de los Países Bajos desde 1945 hasta 1948, luego sirvió en el Ministerio de Asuntos Exteriores de los Países Bajos desde 1948 hasta 1952. Durante este tiempo fue jefe del German Bureau y director de European Affairs.
Fue Vicepresidente de la delegación del Plan Schuman en 1950 para los Países Bajos, actuando como Secretario de la Alta Autoridad de la Comunidad Europea del Carbón y del Acero de 1952 a 1956.
Fue Vicepresidente del Comité de Acción para los Estados Unidos de Europa desde 1956, Presidente del Instituto Universitario Europeo en Florencia, Presidente de la Comisión Trilateral en Europa y miembro del Club de Roma.
En 2004, Kohnstamm fue galardonado con el premio Four Freedoms.